# Флоріцоая-Веке
Флоріцоая-Веке (рум. Florițoaia Veche) — село в Унгенському районі Молдови. Адміністративний центр однойменної комуни, до складу якої також входять села Флоріцоая-Ноуе та Грозаска.

## Населення
За даними перепису населення 2004 року у селі проживали 920 осіб.
Національний склад населення села:
| Національність       | Кількість осіб | Відсоток   |
| -------------------- | -------------- | ---------- |
| молдавани румуни     | 873 8          | 94,9% 0,9% |
| українці             | 24             | 2,6%       |
| росіяни              | 11             | 1,2%       |
| інша / без відповіді | 4              | 0,4%       |
| Всього               | 920            | 100%       |

## Видатні уродженці
- Ніна Єрмуракі — молдовська співачка, виконавиця народної музики.